# Tadeusz Ajdukiewicz
Pour les articles homonymes, voir Ajdukiewicz.
Tadeusz Ajdukiewicz (Wieliczka, 1852 – Cracovie, le 9 janvier 1916) est un peintre polonais, cousin germain de Zygmunt Ajdukiewicz.

## Biographie
De 1868 à 1873, il suit les cours de Władysław Łuszczkiewicz à l’école des beaux-arts de Cracovie. Ensuite, il poursuit sa formation dans les académies de Vienne et de Munich ainsi qu’à l’atelier de Józef Brandt. Vers 1877, il effectue un voyage à Paris et au Proche-Orient. En 1882, il s’installe à Vienne où il travaille pour la cour impériale et pour l’aristocratie. L’année suivante, il se rend à Londres où il réalise le portrait du prince de Galles. En 1884, à Constantinople, il est l’invité du sultan Abdhulhamid II. Par la suite, il travaille encore à Sofia, Saint-Pétersbourg et Bucarest. Il s’installe plus longuement en Roumanie, où il devient le peintre de la cour du roi Carol Ier en 1914. Lorsque la Première Guerre mondiale éclate, il revient dans son pays natal où, malgré son grand âge, il s’engage dans les légions polonaises. Il décède peu après, ne supportant pas les conditions de vie difficiles de la guerre.
Il s’est spécialisé dans les portraits (Portrait d’Helena Modrzejewska, 1880 – Musée National de Cracovie), dans les toiles représentants des parades militaires (Revue de l’armée roumaine, 1896) et dans les tableaux de genre (Chevaux sur le pâturage, 1874).

## Galerie

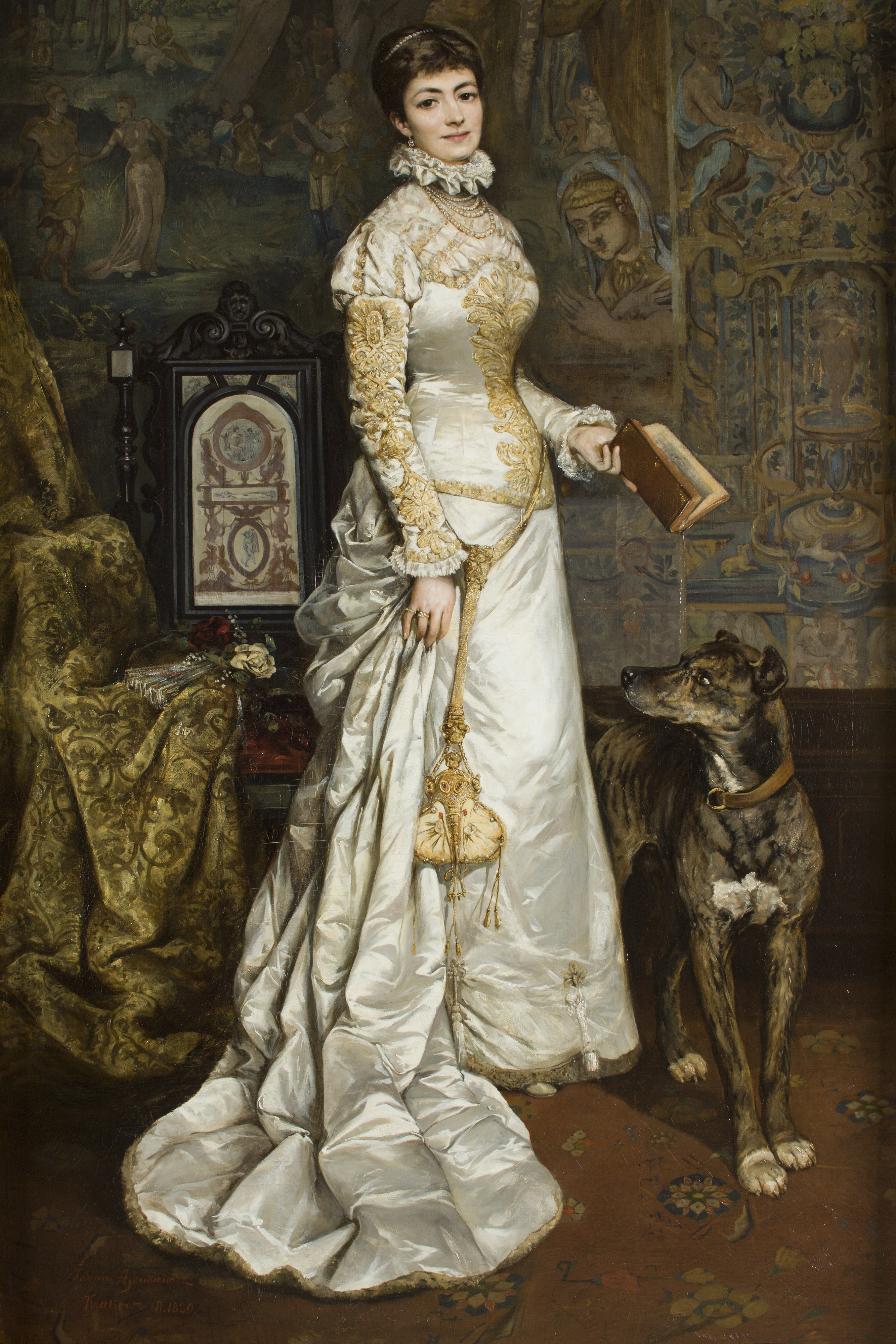
Portrait d’Helena Modrzejewska (1880)
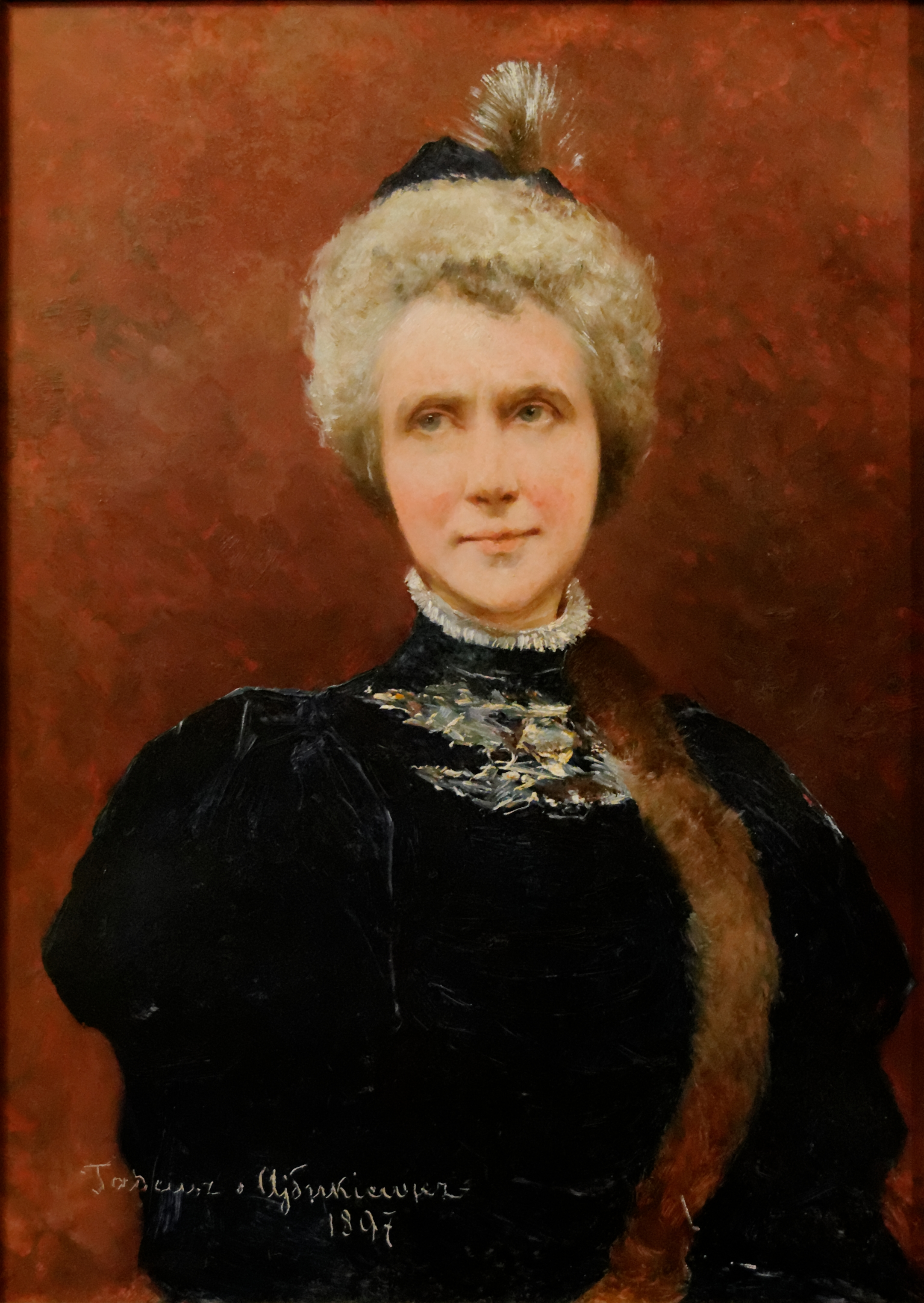
Élisabeth de Wied (1893)
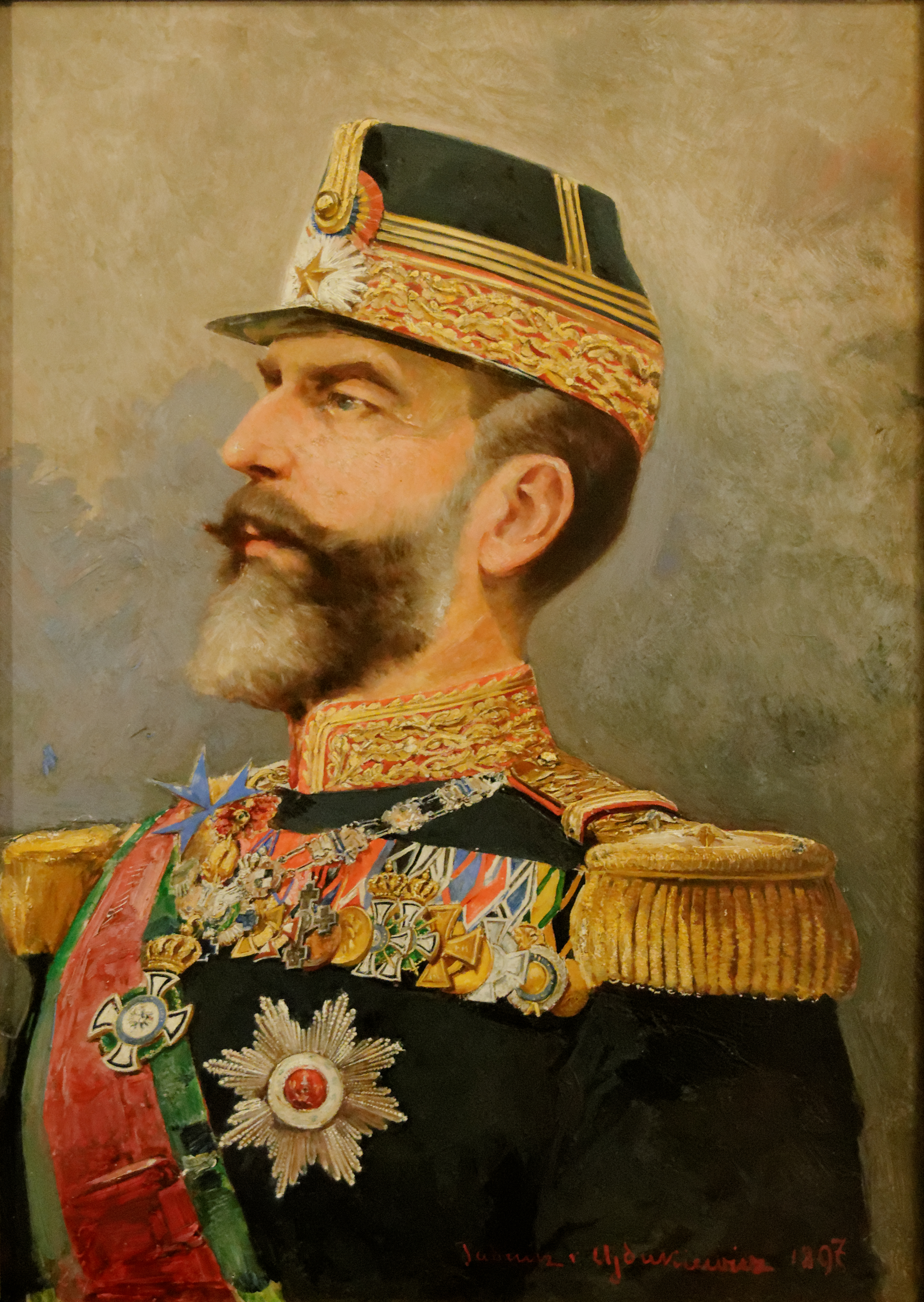
Portrait de Carol Ier (1897)